# Хайнрих II фон Раполтщайн
Хайнрих II фон Раполтщайн (на немски: Heinrich II von Rappoltstein; † сл. 1275) е господар на Раполтщайн (днес Рибовил, на френски: Ribeauvillé) в Елзас.

## Произход
Той е син на Улрих I фон Раполтщайн († 1267) и първата му съпруга с неизвестно име или на втората му съпруга Рихенца фон Нойенбург († сл. 1267), дъщеря на граф Рудолф I фон Нойенбург-Нидау († 1258) и Рихенца († 1267). Внук е на Егенолф I фон Раполтщайн († ок. 1221) и правнук на Улрих фон Урзлинген († сл. 1193) и Гута фон Страсбург. Брат е на граф Улрих II фон Раполтщайн († 11 април 1283) и на Елизабет фон Раполтщайн (* сл. 1258), омъжена за Валтер фон Хюнебург († сл. 1288).

## Брак и потомство
Хайнрих II фон Раполтщайн се жени за Анна? фон Фробург († 1281) от рода Фробург (клон Фробург-Хомберг), дъщеря на граф Херман IV фон Фробург-Хомберг († 1253) и фон Тирщайн-Хомберг. Тя е роднина на крал Рудолф I фон Хабсбург († 1291) и на род Хоенщауфен. Имат пет деца:
- Улрих III фон Раполтщайн († между 17 март и 11 април 1283), господар на Раполтщайн (1275 – 1283), женен за Аделхайд фон Дирзберг-Геролдсек († декември 1300)
- Анселм II фон Раполтщайн († 1311, вер. в Милано), господар на Хоенраполтщайн, женен за графиня и ландграфиня Елизабет фон Верд от Елзас († 1298)
- Херман I фон Раполтщайн († 11 април 1283), господар на Раполтщайн
- Хайнрих III фон Раполтщайн (* пр. 1285; † между 4 декември 1312 и 25 март 1313), господар на Раполтщайн (1275 – 1312/1313), женен на 17 март 1291 г. за графиня Сузана фон Геролдсек (* пр. 1293; † 1308)
- дете фон Раполтщайн

[https://web.archive.org/web/20190828082049/http://friedrich.ortwein-koe== Източници ==
1. ↑  Heinrich II. v.Rappoltstein, ww-person.com
2. ↑  Heinrich II von Rappoltstein, our-royal-titled-noble-and-commoner-ancestors.com